# Сказ
Сказ — гостра контактна зоонозна інфекційна хвороба, яку спричинює нейротропний вірус сказу (англ. rabies virus) із роду Lyssavirus. Характеризується розвитком своєрідного енцефаліту зі смертельним пошкодженням центральної нервової системи (ЦНС). Вважається, що сказом слід іменувати усі випадки енцефалітів, які спричинюють усі види вірусів роду Ліссавірус. Більш того, захворювання, які спричинюють різні ліссавіруси, вже реєструють під загальною назвою — «сказ».

## Термінологія
У медичній літературі інших країн хвороба відома як англ. rabies — рабієс, якщо вона відбувається у тварин, та англ. hydrophobia — гідрофобія, коли мають на увазі хворобу у людей. Таке розділення до медичного вжитку запропонував британський лікар Джордж Флемінг ще у 1872 році. Назви походять від лат. rabies (яке, в свою чергу, пішло від санскритського rabas — буяння та rabere — марити) й лат. hydrophobia — водобоязкість. В основі назви патогномонічний симптом цієї хвороби гідрофобія, який проявляється у розпал хвороби. Навіть вигляд води, її дзюрчання або вербальне нагадування про неї спричинюють характерний спазм глоткової мускулатури. В означенні роду, до якого належить вірус сказу, використовують назву Lyssavirus, який походить від Лісса (грец. Lyssa) — ім'я давньогрецької богині безумства, люті та шаленства. Терміном ліссафобія (боязкість сказу) зазвичай означають істеричні реакції, які відбуваються у людей через страх захворіти на цю смертельну хворобу.
Староукраїнські писемні джерела документують слово сказъ від 1-ї половини XVI століття.

## Історичні відомості

Мапа глобального тягарю сказу в світі станом на 2015 рік. А. — мапа випадків смертей людей від сказу, B — мапа рівня смертності населення на 100000 людей, С — мапа рівня витрат на вакцинацію собак (розподіл на 100000 населення). Країни, затінені сірим забарвленням, вільні від собачого сказу.

Сказ був відомий людям задовго до нашої ери. Так, у вавилонському каноні Ешнунни за 19 століть до н. е. знайдено перший запис про сказ у людей та його зв'язок з укусом собаки:
«Якщо пес сказився, влада зобов'язана встановити його власника; якщо пес не був на прив'язі, вкусив людину і спричинив його смерть, власник повинен сплатити 40 сіклів срібла, якщо укушеним був раб, то за його смерть власник собаки має заплатити 15 сіклів»
У давньогрецькій міфології був навіть бог — цілитель цієї хвороби Арістей, син Аполлона, а Артеміда була наділена даром зцілювати від неї. В «Іліаді» Гомера один із персонажів поеми порівнює троянського героя Гектора зі скаженим собакою. У Талмуді зазначено 5 ознак сказу у собак: рот відкритий, тече слина, вуха звисають, хвіст висить між ногами, гавкіт хрипкий або зовсім нечутний. Рекомендувалося вбити його здалеку стрілою. Здавна хибно вважали, що сказ спричинює черв'як, який мешкає у людини під язиком. І у багатьох народів існувало правило — робити надріз під язиком проти сказу.
У I столітті Авл Корнелій Цельс вперше описав клінічні ознаки хвороби, назвавши її водобоязкістю (лат. hydrophobia). Подальший пріоритет у розвитку вчення про цю хворобу належить арабським науковцям. Разес (у X столітті) і Ібн-Сіна (в XI столітті) представили серйозні, ґрунтовні з наукової точки зору описи клінічного перебігу гідрофобії у людини і рабієсу у тварин.
1789 року італійський патолог Д. Морганьї висловив думку, що чинник хвороби з рани потрапляє до головного мозку нервовими волокнами. Уперше факт передачі сказу через слину був доведений німецьким науковцем Г. Цинке 1801 року в результаті експериментального зараження дослідних собак слиною, отриманою від хворої тварини. З українських авторів першу працю про сказ «Нинішній спосіб лікування з настановою як можна простому народу лікуватися від гризні скаженого собаки і від покусання змією»" написав Данило Самойлович.

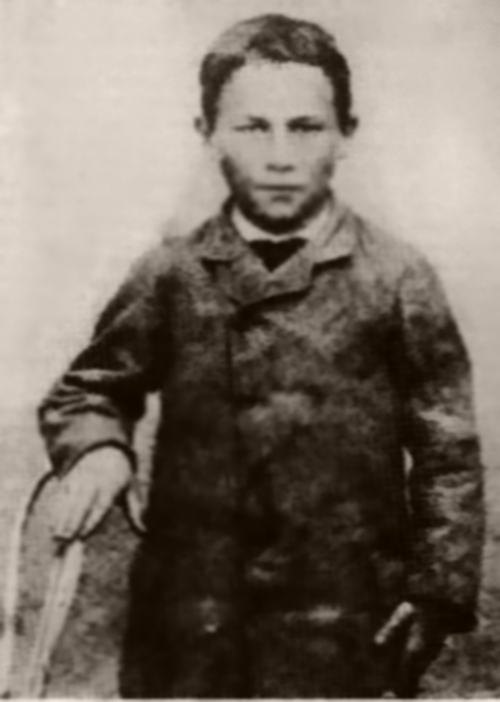
Жозеф Мейстер, перша людина, у якої запобігли сказу за допомогою вакцинації Луї Пастера

До 80-х років XIX століття люди не мали надійного засобу захисту від цієї хвороби. У 1880 році Луї Пастеру після багаторазових (130) пасажів вірусу через мозок кроликів вдалося отримати «фіксований» (тобто зі сталим 7-добовим інкубаційним періодом) вірус сказу, який втратив вірулентність, але зберіг імуногенні властивості. На основі цього вірусу науковець створив вакцину проти сказу (антирабічна вакцина — усталений, проте не зовсім коректний термін, логічно вакцина мала б називатися рабічною), яку успішно застосували вперше 6 липня 1885 року. Тоді завдяки вакцинації був врятований хлопчик Жозеф Мейстер (Joseph Meister), укушений скаженим псом у 14 місцях свого тіла за 2 дні до появи у Пастера. Внаслідок вакцинації хлопчик не захворів на сказ. З того часу почала працювати перша в світі антирабічна станція, яка потім перетворилася на Інститут Пастера.

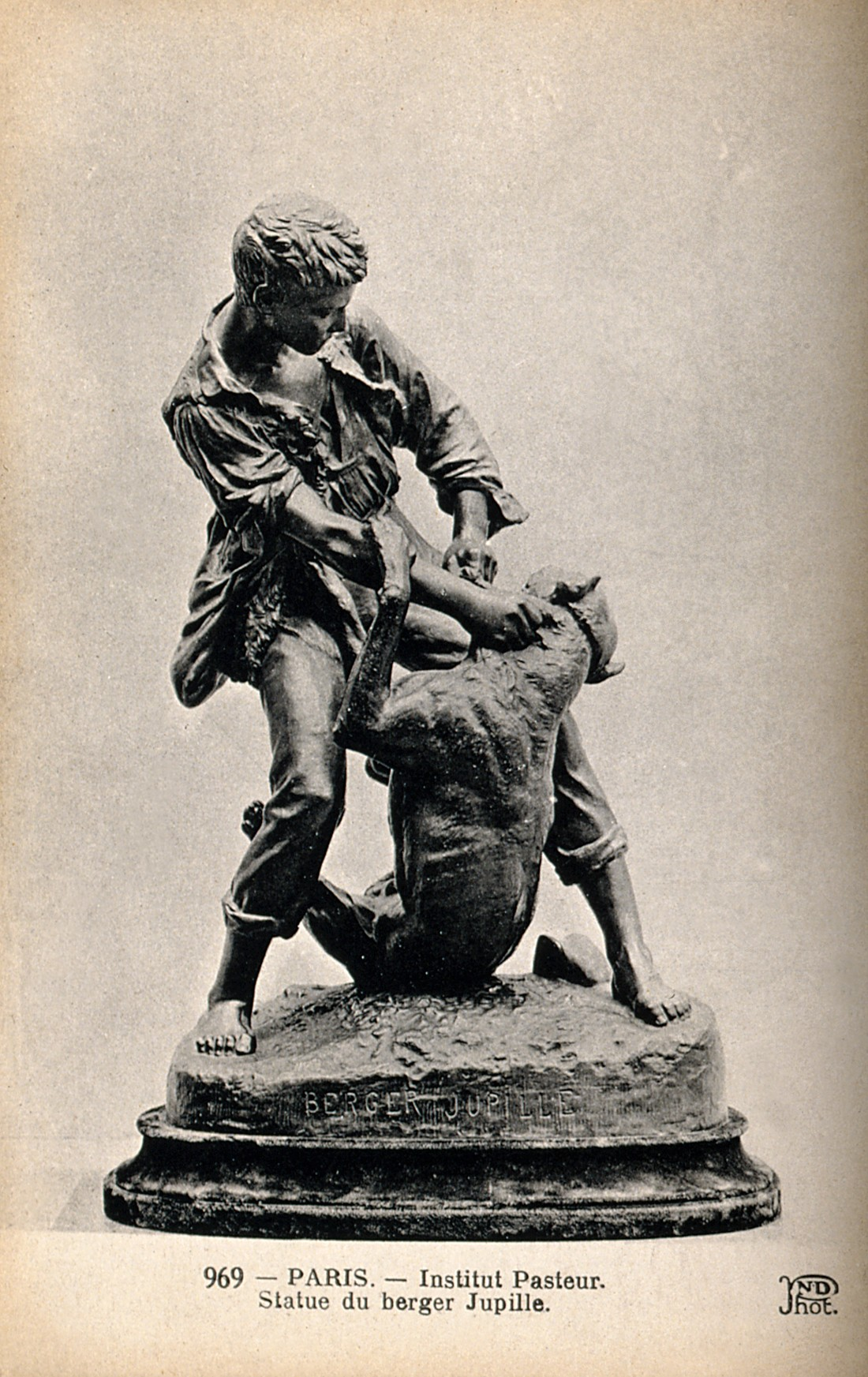
Скульптура, яка присвячена героїчній боротьбі хлопчика Жана-Батіста Жюпіля зі скаженим собакою. Жюпіль ціною багатьох укусів захистив своїх односельців, а вакцинація врятувала йому життя.

Одним із перших вакцинацію зробили Жану-Батісту Жупілю, героїчному хлопцю, сільському пастуху, якій захистив своїх односельців від укусів скаженого пса, вбивши його, але при цьому отримав багато укусів. За виявлену хоробрість французька Академія наук присудила Жупілю премію в 1000 франків. Пастерівська вакцинація врятувала йому життя, а він вправно використав ці гроші, вивчився на лікаря і плідно працював у Інституті Пастера в Парижі. Проводячи на собі досліди зі зараження холерним вібріоном, Жюпіль захворів на холеру і помер. На подвір'ї Пастерівського інституту Жану-Батісту Жюпілю встановили пам'ятник.

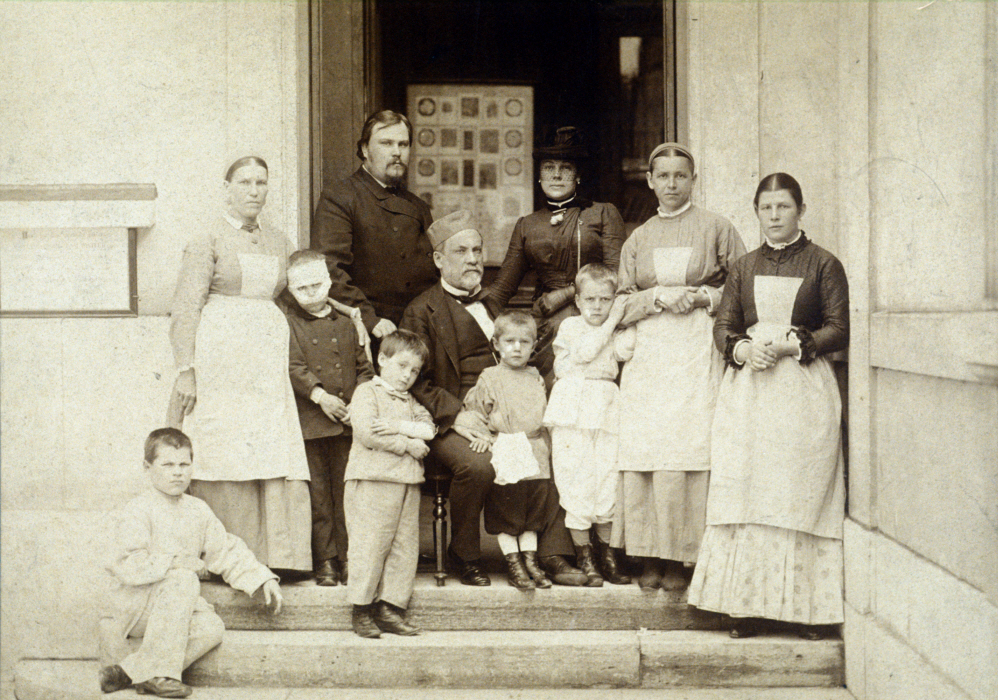
Луї Пастер та Ілля Мечников серед дітей, яких врятували від сказу завдяки вакцинації

1886 року з ініціативи Іллі Мечникова та Миколи Гамалії відкрито другу в світі, після французької, установу з профілактики сказу в людей — пастерівську станцію в Одесі, де одразу були проведені перші вакцинації. У 1888 році румунський мікробіолог Віктор Бабеш запровадив метод постконтактної профілактики сказу при тяжких укусах в обличчя та шию — комбіноване застосування рабічної вакцини та антирабічної сироватки. У 1889 році італійські дослідники А. Ді Вестеа та Г. Загарі довели, що інфекційний агент потрапляє до ЦНС по нервових волокнах. Вводячи слину скаженого звіра в сідничний нерв піддослідної тварини, і перерізуючи спинний мозок вище місця входження корінців нерва, вони ніколи не спостерігали розвитку хвороби. Під час проведення досліджень по створенню вакцини від сказу Луї Пастер показав, що ампутація вушної раковини кролика навіть через 15 хвилин після введення туди вірусу сказу не рятує від рабієсу в тварини.
Традиційно в медичній літературі країн колишнього СРСР відзначають, що у 1892 році саме Віктор Бабеш та в 1903 році італійський патолог Аделькі Негрі незалежно один від одного описали патогномонічні еозинофільні включення в цитоплазмі пірамідальних клітин амонового рогу гіпокампу та волокнах Пуркіньє мозочку загиблих від сказу тварин, названі згодом на їх честь — тільця Бабеша-Негрі. Однак більшість закордонних дослідників прийшла до висновку, що Віктор Бабеш має величезні здобутки у вивченні сказу та його профілактики, але він у 1892 році описав періваскулярні зміни разом із порушеннями в заражених клітинах («вузлики сказу»), які спостерігають й при деяких інших хворобах, тому правильнішим б було називати патогномонічні зміни тільцями Негрі, які саме під цим прізвищем згадуються в більшості медичних джерел сучасного світового медичного простору.
У 1903 році французький дослідник П. А. Ремлінже, який працював у Османській імперії, довів вірусну природу хвороби.

## Актуальність
На сьогодні сказ реєструють у 150 країнах і територіях світу. Хвороба зустрічається на всіх континентах, окрім Антарктиди.

Зеленим позначено вільні від сказу країни (2012)

Хворобу не реєстрували в деяких острівних державах: Японії, Новій Зеландії, на Кіпрі, Мальті, а також у Скандинавії (Норвегії, Швеції, Фінляндії) та Іберійському півострові (Іспанії та Португалії). Сказ ліквідували в природі на островах Британія, Ірландія, Ісландія. Однак від нього щорічно гине понад 55 тисяч людей (в середньому 1 людина кожні 10 хвилин) і більше 1 млн тварин. 95 % випадків смертей від сказу спостерігають в Африці та Азії. За даними ВООЗ у 99 % випадків смертей людей від сказу джерелом інфекції є собаки. Близько 40 % жертв укусів ймовірно скажених собак — діти віком до 15 років. Сказ собак потенційно загрожує більш ніж 3,3 млрд людей в Азії та Африці. Щорічно понад 15 млн людей в світі отримують постконтактну профілактику для запобігання розвитку сказу. За оцінками ВООЗ, це дозволяє щорічно запобігти 327 тисячам випадків смерті від цієї хвороби.
В Європі понад 30 років триває епізоотія сказу природного типу, основними джерелами якої є дикі м'ясоїдні тварини, головним чином, лисиці. З кінця 1990-х років епіцентр сказу в Європі через високий рівень імунізації диких тварин у Західній та Центральній Європі перемістився на схід до Польщі, Хорватії, Російської Федерації, Білорусі, України, Латвії.

### В Україні
В Україні починаючи з 2010-х років епізоотична ситуація зі сказу значно погіршилась. Активні осередки природного типу існують у всіх регіонах, більшість випадків реєструють у Чернігівській, Сумській, Полтавській, Харківській, Хмельницькій та Луганській областях. Відзначають підвищену захворюваність на сказ серед собак, котів і сільськогосподарських тварин, що, передусім, є показником епізоотичних негараздів серед диких тварин. Ускладнює ситуацію зростання кількості безпритульних собак і котів, неповне охоплення профілактичними щепленнями свійських тварин, порушення правил утримання їх власниками, війна в Україні. Все це є передумовою формування осередків сказу міського типу. У зв'язку з погіршенням епізоотичної ситуації зі сказу збільшилась загроза виникнення і поширення цієї хвороби серед населення. Так, в Україні за медичною допомогою з приводу укусів тваринами щороку звертається близько 110 тис. осіб, з них майже 20 тис. отримують антирабічні щеплення. Вартість профілактичної вакцинації людей щорічно в Україні досягає $6 млн. Протягом останніх років реєстрували поодинокі випадки захворювань на сказ серед людей, виникнення яких було пов'язане з несвоєчасним зверненням потерпілих від укусів тваринами за медичною допомогою та, в 2015—2016 роках, з відсутністю в країні відповідних вакцин.
2021 року в Україні обговорювалася програма контролю за сказом серед тварин. У проєкті планувалося повну ліквідацію сказу в країні до 2030 року.

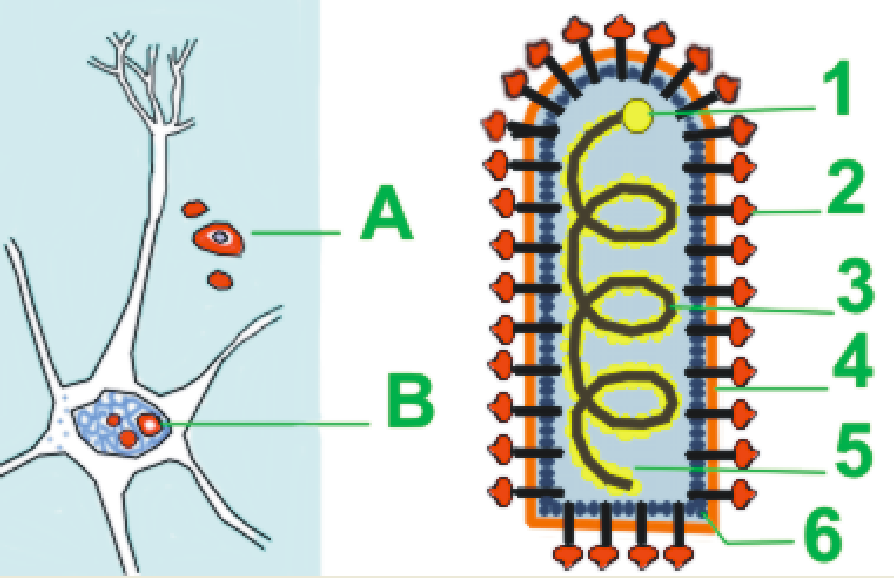
Схема будови вірусу сказу з нумеруванням його основних протеїнів.

## Етіологія
Збудник сказу — вірус Neuroryctes rabici, належить до роду Lyssavirus, родини Rhabdoviridae. Віріон має форму кулі від гвинтівки (один кінець заокруглений, другий плаский) розмірами 75×180 нм — звідти й назва лат. rhabdos — стрижень. Складається із серцевини зі спіральним типом симетрії, яка містить однониткову РНК і матриксний білок. Віріон має суперкапсидну оболонку (ліпопротеїдну). Характерною особливістю морфології вірусу сказу є наявність глікопротеїнових шипів на ліпопротеїдній оболонці. Нуклеокапсид має РНК-полімеразу. До складу вірусу входить 5 основних протеїнів:
1. Стабільний зовнішньооболонковий глікопротеїн (G), який входить до складу шипів і складається з більше ніж 300 різних тримерів. Глікопротеїн G допомагає вірусу ввійти до клітини-мішені, індукує утворення антитіл, які нейтралізують вірус, і визначає єдиний антигенний варіант вірусу.
2. Внутрішньо-оболонковий матричний протеїн (М).
3. Ядерний протеїн (N), який стимулює утворення комплементзв'язувальних антитіл.
4. Внутрішній великий протеїн (L) — транскриптаза.
5. Внутрішній малий протеїн (NS) — фосфопротеїн.

Встановлено цілковиту антигенну однорідність вірусів сказу, що дало змогу створити високоефективну антирабічну вакцину. Вірус сказу винятково тропний до нейронів головного і спинного мозку, а також тканини слинних залоз. Він здатний до активної реплікації в тканині мозку теплокровних тварин, тож внутрішньомозкове зараження мишей чи кроликів донедавна використовували з метою вірусологічних досліджень. Нині вірус зазвичай культивують на первинних і перевивних культурах клітин чи на курячих ембріонах.
Відомі два основні варіанти вірусу: вуличний (дикий), який циркулює в природних умовах серед диких тварин, і фіксований, отриманий Луї Пастером. Фіксований вірус сказу після парентерального введення спричинює експериментальну хворобу із коротким (7-денним) інкубаційним періодом, має у 20—30 разів меншу інфікувальну дозу, не утворює тілець Негрі в мозку, вірус не з'являється у слині, а через повністю збережену імуногенність його використовують для виготовлення антирабічних вакцин. Вірус дикого сказу нестійкий у довкіллі: інактивується під час нагрівання (кип'ятіння вбиває його менше ніж за 2 хвилини), під дією ультрафіолетового опромінення (УФО), етилового спирту, повсюдно використовуваних дезінфектантів. Однак, перебуваючи замороженим, здатний зберігатися протягом декількох років.

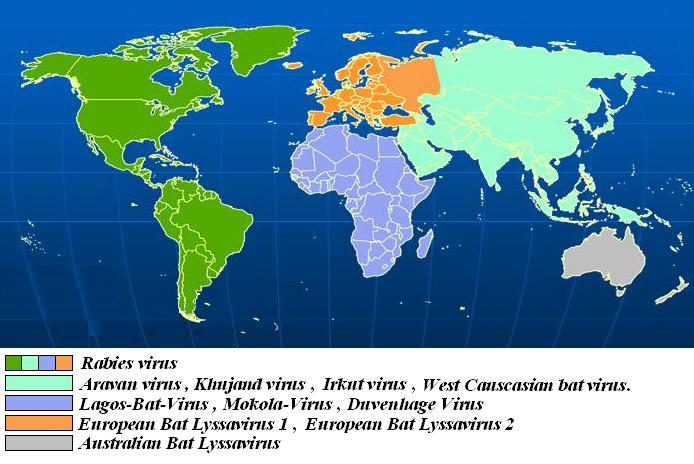
Поширення інших ліссавірусів у світі (2008)

Вірус сказу має 7 основних генотипів за філогенетичним походженням. Всі інші 13 видів вірусів роду Ліссавірус здатні спричиняти у людей хвороби з ураженням ЦНС (енцефаліт), які іноді дуже нагадують за симптомами класичний сказ. З них 12 пов'язані з рукокрилими.

## Епідеміологічні особливості

### Джерело та резервуар інфекції
Джерелом та резервуаром збудника сказу є дикі та свійські хижі тварини, які належать до класу ссавців. Розрізняють природні осередки сказу, які формують дикі тварини (вовки, лисиці, борсуки, єноти, мангусти, миші, пацюки, щури, кажани, їжаки, шакали, песці, скунси, у Центральній і Південній Америці — ще й кажани-вампіри), і антропургічні, які підтримуються собаками, котами, деякими сільськогосподарськими тваринами. У 1985 році в Лос-Анджелесі простежений ланцюг формування антропургічного осередка від диких лісових гризунів до міських сірих пацюків.
До середини XX століття в Європі та Україні основним джерелом сказу були вовки, проте на 2016 рік роль основного джерела хвороби для людини перейшла до лисиці. Освоєння людьми нових територій призвело до звуження їх життєвого простору, що призвело до концентрації лисиць у місцях, близьких до людини. Сприяло цьому також скорочення чисельності їхніх природних ворогів, збільшення в районах людського існування чисельності гризунів, ворон. Родина собачих є також дуже важливим джерелом сказу. Для них властивий укус, проте не володіючи досить міцними кігтями, вони нерідко випускають свою жертву.
Взагалі усі ссавці можуть хворіти на сказ. Найбільшу небезпеку становлять бродячі тварини. Ті тварини, у яких укус входить до інстинктивних поведінкових реакцій повсякденного життя (хижаки), є найбільш небезпечними по передаванню інфекції серед фауни та людям. Проведений відстріл тварин на пасовищах Дагестану у 1970-ті роки показав, що кожна 8-ма лисиця, 11-й єнотоподібний собака, 18-й шакал перебувають в інкубаційному періоді сказу.
Окремі дрібні ссавці (кажани, миші, пацюки, щури тощо) не мають виразної хвороби й можуть виділяти вірус зі слиною протягом всього свого життя (1—3 роки). Птахи не є джерелами, адже в їхньому організмі вірус не здатний персистувати, але іноді вони є резервуарами, тому що їхні дзьоби можуть бути вкриті зараженою слиною, коли вони їдять падло.

### Механізм та фактори передачі
Механізм передачі контактний, шлях — рановий. Людина заражається при укусах скаженою твариною (90 % випадків) або попаданні її слини на пошкоджену шкіру та/або слизові оболонки (ослинення — 10 %), вкрай рідко — при знятті шкури з трупів скажених тварин, особливо лисиць. Описані рідкісні випадки зараження при обскубуванні пір'я свійських птахів, яких вбила хвора хижа тварина, внаслідок клювання птахами, зокрема, орлом, півнем, при перекушуванні зубами нитки під час зашивання одягу, пошкодженого укусом хворої тварини. При цьому відбувається ослинення ранової поверхні.
У тварини слина стає заразною (контамінованою) в останні 7—10 діб інкубаційного періоду і залишається такою протягом усієї хвороби. Сприяють природній передачі хвороби зміни в поведінці тварин. У диких тварин з'являється збудження, зникає страх перед людиною.
Доведена можливість аерогенно-контактного зараження (в лабораторних умовах, при відвідуванні печер, населених кажанами), коли вірус пасивно потрапляє через дрібні, іноді непомітні, ушкодження кон'юнктиви, слизових ротоглотки. Останніми роками описані окремі випадки ятрогенного (медичного) контактного зараження людей внаслідок пересадки рогівки, нирок або печінки від померлих донорів, в яких сказ, як причину смерті, не встановили.

### Сприйнятливий контингент
Сприйнятливість до сказу загальна. Але хворіють в основному сільські жителі, на міське населення припадає до 20—25 % випадків. Частіше хворіють чоловіки. Захворювання розвивається не у всіх осіб, укушених скаженою твариною. Розвиток недуги залежить від локалізації, розмірів рани та дози вірусу, яка потрапила до організму. Так, попадання вірусу в око (на кон'юнктиву) спричиняє захворювання за відсутності негайних профілактичних заходів практично у 100 % людей, при укусах в обличчя сказ виникає у 99 %, кисті — у 63 %, проксимальних відділів кінцівок — у 23 % осіб, тому складається помилкове враження, що окремі особи є відносно резистентними до цієї хвороби. Загалом захворюють приблизно 15—30 % постраждалих, але кожний захворілий помирає. Завдяки повсюдній вакцинації людей, яким загрожує розвиток сказу, захворюваність продовжує зменшуватись. Хвора на сказ людина є біологічним тупиком природного епідемічного процесу.

## Патогенез

### Загальні особливості патогенетичних змін
Вірус сказу не спричинює цитотоксичності. Нейрональна морфологія і тривалість життя нейрону залишаються в нормі протягом усього перебігу захворювання. Смерть настає від глобальної неврологічної дисфункції. Віріон діє в синаптичній щілині, де гомологія його амінокислотних послідовностей із нейромедіаторами ацетилхоліну, гамма-аміномасляної кислоти (ГАМК) і гліцину призводять до зв'язування вірусу сказу з цими рецепторами. Таким чином, дія вірусу сказу є цілком нейротоксичною, а не прямо ушкодливою.
Внаслідок посттравматичного проникнення вірусу в м'язову й сполучну тканини починається його первинна реплікація у місці інокуляції (переважно клітини посмугованих м'язів), що зазвичай асоціюють із так званою вірусною латенцією, оскільки цей процес може затягуватися до декількох місяців. Значно швидше вірус накопичується безпосередньо в периферичних нервах, які іннервують пошкоджену тканину, особливо це відбувається при зараженні через кон'юнктиву, слизові оболонки. Тому тривалість інкубаційного періоду суттєво скорочується (аж до 7 діб), якщо пошкоджена велика кількість нервових волокон і рецепторів. Це стається передусім при глибоких укусах максимально іннервованих ділянок тіла: голови, обличчя, шиї, пальців рук, геніталій. Але при укусах у місця, які слабо іннервуються, може бути триваліший інкубаційний період від укусу до розвитку енцефаліту. Через можливість такого тривалого інкубаційного періоду (1 рік та навіть більше), а також завжди фатальний наслідок сказу у людини його зараховують до групи так званих повільних інфекцій. Важливо, що в цей період інкубації збудника захисні імунні реакції організму ще не спрацьовують.

### Рання (інкубаційна) стадія
У місці первинного розмноження вірусу розвиваються дегенеративні зміни нервових рецепторів, що супроводжується гіперестезією в ділянці рани. У силу своєї нейротропності збудник проникає спочатку в периневральну порожнину аферентних нервів, а потім по їхніх аксонах просувається зі швидкістю 12—24 мм/добу до моменту потрапляння в спинний ганглій. Його розмноження в ганглії супроводжується появою болю або парестезії в місці інокуляції, які є першими клінічними симптомами, на що, зазвичай, хворі особливо не звертають увагу. З ганглію вірус сказу поширюється прудко, зі швидкістю 200—400 мм/добу доцентрово в ЦНС, там спричинює розвиток запалення, яке проявляється своєрідним енцефалітом, що швидко прогресує. Послідовність амінокислот глікопротеїду вірусу сказу аналогічна нейротоксину зміїної отрути, яка вибірково зв'язується з ацетилхоліновими рецепторами. Можливо, цим обумовлюється й нейротропність вірусу сказу, а зв'язуванням його зі специфічними нейротрансмітерними рецепторами або іншими молекулами нейронів пояснює розвиток автоімунних реакцій і селективне ураження певних груп нейронів. Відбувається занесення віріонів у структури головного (сіра речовина, довгастий мозок, гіпокамп, мозочок, стінки III шлуночка, ядра черепних нервів) і спинного мозку (переважно його поперекова частина та симпатичні вузли).
Доцентровий нейрогенний шлях поширення вірусу сказу, без сумніву, є провідним, однак можливе ще й гематогенне й лімфогенне поширення вірусів в організмі. Ймовірно тільки цей процес започатковує синтез антитіл проти вірусу сказу. Тому їх можна виявити у крові й спинномозковому лікворі тільки після появи перших симптомів хвороби. Однак, за таких умов смерть хворого настає раніше, ніж титр віруснейтралізувальних антитіл досягне захисного рівня.

### Стадія клінічних проявів
Ураження нейронів відповідних структур призводить до підвищення рефлекторної збудливості, а відтак — до розвитку паралічів. Ураження ядер блудного, язикоглоткового і під'язикового нервів спричинює дуже характерні для сказу судоми дихальних і глоткових м'язів: при намаганні ковтнути слину чи воду виникають украй болючі нескоординовані скорочення глоткової мускулатури. У свою чергу це призводить до формування умовного рефлексу — навіть вигляд води, її дзюрчання або вербальне нагадування про неї асоціюються із жорстоким болем. Так формується «візитна картка» сказу, патогномонічний симптом — гідрофобія. Підвищена збудливість вегетативних центрів згодом зумовлює спричинення пароксизмів скорочення глоткових м'язів на будь-які зовнішні подразники. До типової гідрофобії нерідко приєднується ще й аеро-, фото-, акустикофобія. Подразнення симпатичного відділу нервової системи веде до підвищеної слинотечі, пітливості та сльозотечі, а ураження блудного нерва — до порушень діяльності серцево-судинної системи (ССС).
Із ЦНС вірус відцентрово по еферентних волокнах периферичних нервів поширюється у різні органи і тканини, накопичуючись передусім у слинних, сльозових залозах і рогівці. Збудник проникає також у легені, надниркові залози, нирки, скелетні м'язи, підшлункову залозу, молочні залози (виділяється з молоком). Неможливість ковтання слини призводить до її спльовування, широкого розбризкування у період збудження під час глоткових спазмів, що може при певних умовах привести до гіпотетичного зараження навколишніх, хоча в людей підтвердженого зараження таким способом не описано.
Згодом дегенеративне переродження периферичних рухових нейронів веде до млявих парезів і паралічів, а запальний набряк мозку завдяки енцефаломієліту, який прогресує, зумовлює впадання хворого у кому і неминучу його загибель від зупинки дихання і / або серцевої діяльності.

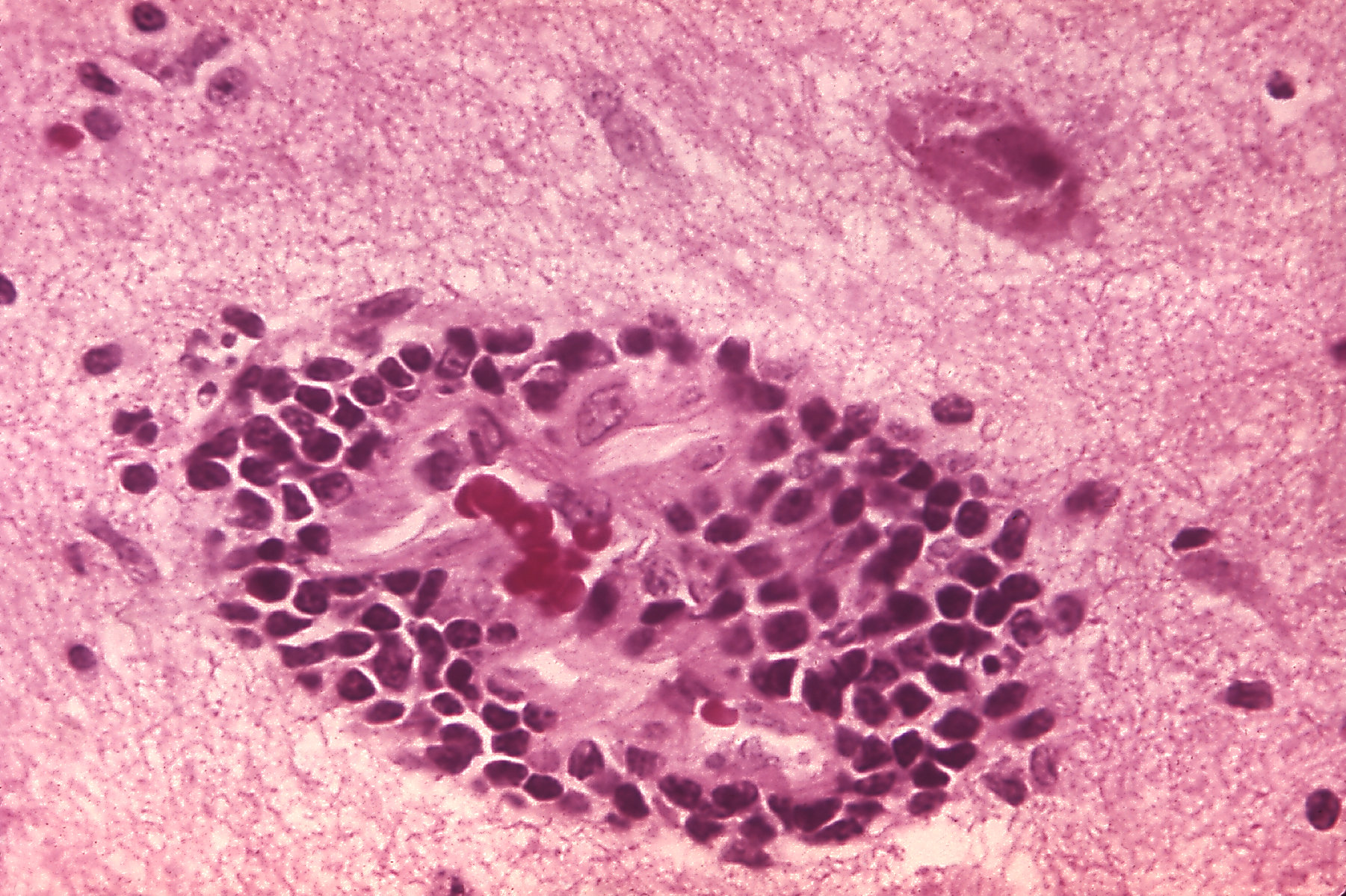
Вузлики Бабеша в центрі. Помітна чітка лейкоцитарна та лімфоцитарна периваскулярна інфільтрація. Зріз мозку, фарбування гематоксиліном-еозином.

### Патологоанатомічні зміни
У померлих зміни виявляють передусім у головному та спинному мозку. Розмножуючись у нервовій тканині вірус спричинює в ній характерні ушкодження — набряк, крововиливи, дегенеративні та некротичні зміни нервових клітин. Гістологічна картина вказує на вогнищевий енцефаліт із проліферацією нейроглії, який утворює міліарні гранульоми (які іноді можуть зустрічатися й при інших хворобах) — «вузлики Бабеша». Максимальні зміни є у довгастому мозку, особливо в ділянці дна IV шлуночка. У пірамідальних клітинах гіпокампа, в секторі Зоммера і волокнах Пуркінє мозочка знаходять патогномонічні еозинофільні цитоплазматичні включення, які містять деякі антигени збудника, тобто відомі як тільця Негрі.

## Клінічні ознаки

### Класифікація
Згідно з МКХ-10 виділяють у I розділі «Деякі інфекційні та паразитарні хвороби», блоці «Вірусні інфекції ЦНС» під кодом А82 «Сказ». При цьому додатково вирізняють:
- «Лісовий сказ» (А82.0),
- «Міський сказ» (А82.1),
- «Неуточннений сказ» (А82.9).

Клінічно розрізняють форми сказу:
- типову,
- атипові.

Інкубаційний період триває від 7 днів до строку, який іноді більший ніж рік; в середньому 30—90 днів. Тривалість інкубації прямо залежить від місця та характеру укусу, найкоротшим він є при укусах в обличчя та голову, особливо, коли кусали собачі; від кількості та активності вірусу, який потрапив у рану; певною мірою від віку — у дітей він коротший.

### Типова форма
Проходить 3 послідовні стадії:
- провісників,
- збудження,
- паралічів.

#### Стадія провісників
Перші ознаки хвороби майже завжди проявляються на місці укусу. Білий рубець, який до того часу встиг утворитися на місці укусу твариною, нерідко припухає, червоніє, стає болючим, свербить. Біль часто поширюється вздовж відповідних нервів, які іннервують м'язи поблизу рубця. Хворі за кілька днів відчувають безпричинний страх, тугу, тривогу, з'являється підвищена чутливість до тактильних, звукових і світлових подразників, незначне підвищення температури тіла. Порушується сон, бувають жахливі сновидіння, пізніше — безсоння. Хворі неохоче вступають у контакт, скаржаться на загальну слабкість, зниження апетиту, сухість у роті, підвищену пітливість, серцебиття, помірний біль у горлі при ковтанні, іноді — нудоту, блювання, закреп. Навколишні звертають увагу на зміну характеру хворих, оскільки ті стають похмурими, причепливими, грубими у стосунках, із чергуванням періодів немотивованого збудження та депресії, в цій фазі вони починають уникати людей, без мети тривало блукають на самоті.
При огляді відзначають помірне розширення зіниць, помірну гіперемію у слизовій оболонці глотки, частий лабільний пульс, посилення тонів серця.

#### Стадія збудження
Настає через 2—3 дні від початку хвороби. Наростає неспокій, з'являються симптоми надмірної рефлекторної збудливості центрів дихання і ковтання. Вдих утруднений, з участю всієї допоміжної мускулатури, видих поверхневий, різка тахікардія. Лице ціанотичне, очі спрямовані в одну точку, з'являється екзофтальм, зіниці сильно розширені. Хворого мучить спрага, але при спробі напитись раптово виникають украй болючі нескоординовані судоми м'язів глотки і гортані, подібні явища в подальшому породжують страх перед самим виглядом води, її дзюрчанням, вербальним нагадуванням про неї (типова гідрофобія). У цей час спазматично скорочуються й дихальні м'язи, що спричиняє утруднення дихання. Сильно утруднений вдих супроводжується своєрідним свистом або храпом, видих поверхневий і непомітний. За кілька секунд спазми м'язів зникають і дихання відновлюється. Хворий скаржиться на те, що йому «не вистачає повітря», не може ковтати. Унаслідок утрудненого ковтання і збільшення секреції слини спостерігають значну слинотечу. З плином часу спазми розвиваються усе частіше і триваліше (іноді до 1—2 хвилин), виникають не тільки при вигляді води, але й від руху повітря, передусім холодного (аерофобія), яскравого світла (фотофобія), голосної розмови чи сильного звуку (акустикофобія або акузофобія), холодного дотику до шкіри (гіперестезія). Достатньо іноді злегка дунути хворому в обличчя або махнути поряд рушником, аби зумовити такий напад спазмів глотки. Зазвичай у хворого немає такої агресивності під час нападу, як це буває в хижаків. Хворі люди не кусають навколишніх. Від того, що їм не вистачає вдиху повітря, вони можуть хаотично кидатися, кудись бігти через інстинктивний посил «може десь там дихання відновиться». Саме це сприймають оточуючі як «агресію», але її немає, більш того, хворі, які відчувають наближення нападу, попереджають медичний персонал про це. Нерідко в цю стадію підвищується до 40—41 °C температура тіла.
У деяких хворих виникає нестійке статеве збудження. Зрідка можуть зустрітися галюцинації і тихе марення еротичного характеру, пріапізм і навіть швидка еякуляція. Це відбувається тому, що вірус пошкоджує нервові центри, відповідальні за сексуальну поведінку. Найчастіше ж весь еротизм поведінки полягає в тому, що пацієнт просить дати йому лікаря протилежної статі, незважаючи на тяжку хворобу навіть трохи кокетує, намагається привернути увагу.
Хворі іноді тяжко марять (як правило це ті пацієнти, в яких ЦНС раніше була скомпрометована — хронічний алкоголізм, атеросклеротична енцефалопатія, тощо) часто зриваються з ліжка, рвуть на собі одяг, намагаються кудись бігти через задуху, зрідка стають агресивними; приєднуються страхітливі зорові та слухові галюцинації. На обличчі — вираз жаху, голос хрипне, рясне потіння. У такій ситуації контакт із хворим не є продуктивним.
Стадія збудження триває 2—3 доби, рідко до 6 днів, і може закінчитись смертю через тривале припинення дихання або зупинку серця.

#### Стадія паралічів
Але частіше захворювання переходить у паралітичну стадію, яка триває до 3 діб. Напади збудження припиняються і настає «зловісне» заспокоєння: різко ослаблюються чутливість і рухова функція. Але при цьому хворі часто відчувають певне суб'єктивне полегшення, яке поліпшує їхній настрій. Однак подальший перебіг хвороби є злоякісним. Паралічі, як правило, в'ялі, починаються з ніг (характерні висхідні паралічі). У цій стадії хворий лежить нерухомо, лице синюшне, риси загострені, усе тіло вкривають краплі поту. Унаслідок паралічу окорухових нервів сильно розширені зіниці перестають реагувати на світло. Порушується функція тазових органів, що супроводжується затримкою або нетриманням сечі, випорожнень. У зв'язку зі зникненням збудження і судом дихати стає легше. Часто у цей період хворі можуть ковтати і пити, однак підвищується температура тіла до 42°С і невдовзі настає смерть від паралічу серця або дихального центру.

### Атипові форми
До атипових форм належать:
- бульбарна,
- паралітична («тихий» сказ),
- менінгоенцефалітна,
- мозочкова.

Відповідно хвороба починається без провісників, зі збудження або одразу з паралічів, може перебігати з вираженими ознаками пошкодження довгастого мозку (розлади дихання, дисфагія) і мозочка (запаморочення, атактична хода), психіки (марення, біполярний афективний розлад). Хвороба завжди закінчується смертю.

## Діагностика
Для встановлення клінічного діагнозу мають значення дані анамнезу (укус, ослинення твариною) і клінічні прояви (гідро- та аерофобія, напади збудження, гіперсалівація). У стадії збудження у клінічному аналізі крові виявляється нейтрофільний лейкоцитоз, підвищений вміст гемоглобіну та еритроцитів, іноді невелику кількість атипових мононуклеарів.
Можлива прижиттєва специфічна діагностика — дослідження відбитків рогівки та біоптату шкіри потилиці за допомогою імуноферментного аналізу (ІФА), виділення вірусу із слини шляхом інтрацеребрального зараження новонароджених мишей або культивування на культурі тканин мишачої нейробластоми. У розвинених країнах проводять полімеразну ланцюгову реакцію (ПЛР) у слині хворого.

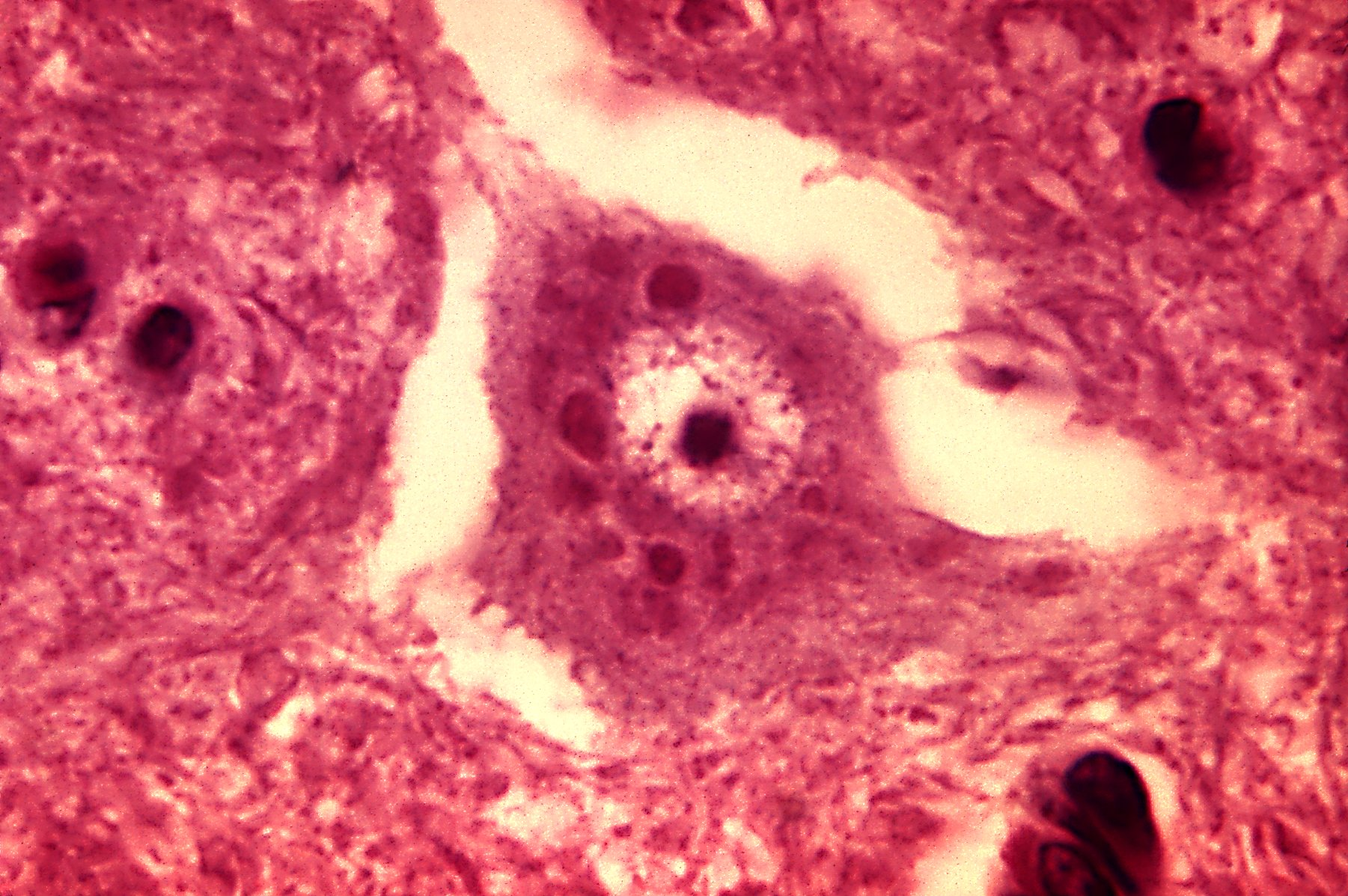
У центрі тільця Негрі у цитоплазмі клітин Пуркін'є. Зріз мозочку в померлого від сказу, оптична мікроскопія, фарбування гематоксиліном-еозином.

Лабораторно сказ можна повністю підтвердити посмертно шляхом знаходження у нервових клітинах головного мозку померлого тілець Негрі, які являють собою еозинофільні, різко окреслені включення 2—10 мкм у діаметрі, що їх виявляють у цитоплазмі деяких нервових клітин (частіше в амонієвому розі, корі́, гангліях спинного мозку). Тільця утворюють білки, які продукує вірус сказу.

## Лікування
При сказі показана негайна госпіталізація. Лікувальні заходи спрямовують на зменшення страждань пацієнта. Хворого кладуть в окрему палату, забезпечуючи максимальний спокій, абсолютну тишу. Для зниження збудження необхідно призначати наркотичні засоби — морфін, аміназин, седативні, тощо. Втрати рідини поповнюють шляхом внутрішньовенного введення сольових розчинів, плазмозамінників, розчину глюкози. Проводять штучну вентиляцію легень. Деякого тимчасового полегшення можна добитись за допомогою внутрішньом'язового введення антирабічного імуноглобуліну. Для лікування сказу було запропоновано принаймні дві схеми лікування: Мілвокський і Ресіфійський протоколи.

### Мілвокський протокол
Мілвокський протокол вперше був використаний у 2004 році в місті Мілвокі (штат Вісконсин) для лікування Жанни Гізе — першої людиною, яка вилікувалася від сказу, який розвинувся за відсутності профілактичної вакцинації. Протокол вводить хворого в індуковану кому за допомогою лікувальних препаратів та використовує противірусні засоби для запобігання смерті. Загальний протокол складний; шоста версія протоколу, востаннє оновлена в 2018 році, складається з 17 сторінок із 22 етапами лікування, детальним моніторингом і хронологією можливих ускладнень.
Обговорюється ефективність цього протоколу, застосування якого станом на 2020 рік у 38 випадках його використання призвело до одужання 11 хворих. Проте, в усіх цих випадках зараження відбулося через укус кажанів, вірус класичного сказу знайдений не був, що викликає певні сумніви в його етіології — а чи не були хвороби в цих випадках спричинені іншими ліссавірусами, при яких описані й спонтанні одужання. Тим не менш, попри всі сумніви, радять при лікуванні сказу проводити заходи цього протоколу — введення хворого у штучну кому задля того, щоб дати час на вироблення захисних віруснейтралізувальних антитіл, застосування противірусного препарату рибавірину, інтерферонів та антирабічного імуноглобуліну з метою впливу на вірус.

### Протокол Ресіфі
Дотримується того самого принципу як і мілвокський, але відрізняється деталями, пропонується до підтвердження діагнозу «сказ» використати мідазолам (0,03–0,6 мг/кг/год) у поєднанні з фентанілом (1–2 мкг/кг/год) і уникати використання барбітуратів і пропофолу. Щоб знизити ризик вторинного неврологічного ураження, необхідно підтримувати голову піднятою на 30 градусів по відношенню до тулуба і міняти положення кожні три години. За підтвердження діагнозу слід застосувати амантадин — 100 мг ентерально кожні 12 годин, не застосовувати рибавірин, ввести біоптерин — 2 мг/кг ентерально розділивши добову дозу на 3 введення. Для глибокої седації використовують: мідазолам (від 1 мг/кг/год до 2 мг/кг/год) у поєднанні з кетаміном (2 мг/кг/год) — призупинити фентаніл, якщо він використовувався. Описані дози не слід значно збільшувати. За крайньої необхідності для оптимізації седації рекомендується приєднати фентаніл. Для зменшення набряку-набухання головного мозку здійснюють терапію 20 % манітолом або 7,5 % гіпертонічний розчин хлорида натрію 2-3 мл/кг в/в за 1 годину.
Рекомендовано вводити німодипін 60 мг ентерально кожні 4 години. Він дає кращий ефект на церебральні артерії і, оскільки це ліпофільна сполука, практично нерозчинний у воді. Цей препарат є селективним блокатором каналів кальцію, а також потужним судинорозширювальним засобом; так як вірус сказу діє головним чином у центральній нервовій системі, німодипін допомагає боротися з наслідками цієї дії. Вводиться 1 г вітаміну C внутрішньовенно щодня. Він позитивно діє на механізми стійкості людини до інфекційний чинників, а також на імунну відповідь. Зазвичай цей вітамін посилює хемотаксис макрофагів і гранулоцитів, підвищує й фагоцитоз цих обох клітин. Цей вітамін необхідний для індукції сповільненої гіперчутливості, тобто клітинного імунітету. Це не впливає на вироблення антитіл. Застосування вітаміну С при лікуванні сказу людини обумовлено підвищенням ефективності імунізації. Для профілактики тромбозу глибоких вен рекомендується доза для пацієнтів з високим ризиком і віддається перевага низькомолекулярному гепарину.
Для профілактики кровотечі з верхніх відділів шлунково-кишкового тракту рекомендується ранітидин (50 мг внутрішньовенно кожні 8 годин) або інгібітор протонної помпи омепразол. У дорослих за цим протоколом проводиться безперервна внутрішньовенна інфузія інсуліну при глікемії >180мг%. Слід підтримувати діурез>0,5 мл/кг/год з адекватною гідратацією. Непотрібно використовувати діуретики. Слід вимірювати внутрішню температуру тіл і підтримувати її від 35 до 37 °C за допомогою: контролю температури довкілля, лікарських засобів і поверхневого охолодження. Зниження рівня глюкози зменшує діяльність мозку і, отже, пошкодження, спричинене хворобою. Згідно з цим протоколом рекомендується як противірусний препарат амантадин по 0,1 г ентерально кожні 12 годин. Він спричинює збільшення вивільнення дофаміну в мозку. Противірусна дія не до кінця з'ясована; вважається, що він пригнічує ранню стадію реплікації вірусу, що запобігає проникненню або блокує декапсидацію після проникнення вірусу всередину клітини. Крім того, він інгібує транскрипцію РНК.
Станом на 2020 рік зафіксовано 1 використання цього протоколу для лікування сказу у людини. Обслуговчий персонал повинен працювати в захисному одязі, задля запобігання потраплянню слини хворого на шкіру та слизові оболонки.

## Профілактика

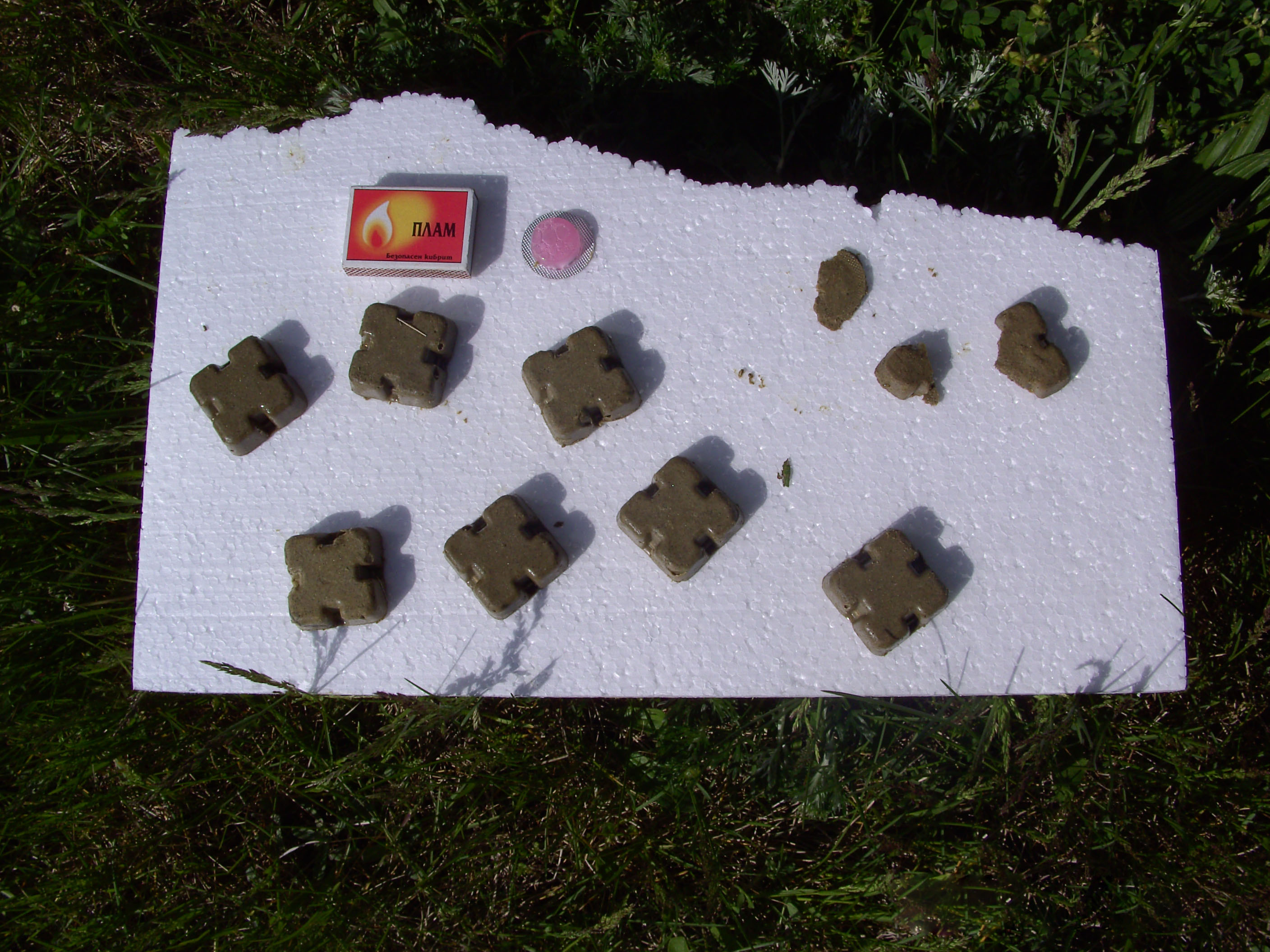
Оральна вакцина проти сказу, яку розкидують для імунізації диких тварин у лісах Європи.

### Загальні заходи
Профілактичні заходи ведуть у двох напрямках: боротьба з носіями збудника і недопущення розвитку сказу у людини, яку покусала або обслинила скажена тварина. При боротьбі зі сказом диких тварин у Європі у лісах розміщують спеціальну оральну вакцину-приманку, з'ївши яку тварина отримує імунітет. В Україні на відміну від Європи багато років проводили і продовжують проводити відстріл, застосовують капкани, отрути з метою зменшення поголів'я потенційно заражених диких тварин, мотивуючи це тим, що, зокрема, при скороченні числа лисиць до 1 тварини на 4—5 км2 можливе викорінення природних осередків сказу.
З 2018-го року на території України почала проводитися Держпродспоживслужбою пероральна вакцинація диких м'ясоїдних тварин, шляхом розкидання з літаків приманки з капсулою-вакциною. Такі заходи проводилися до 2018-го року у західних областях України, на кордоні з ЄС, з ініціативи й за допомогою ЄС. А від 2018-го року пероральну вакцинацію наша держава почала проводити регулярно щоосені, що відбувалося до повномасштабного вторгнення Російської федерації у лютому 2022 року. У 2024 році через погіршення епідеміологічної ситуації зі сказом диких тварин ветеринарними працівниками проводиться розкидання приманки-вакцини «Орісвак» вручну у місцях можливого перебування тварин.
У містах та селах проводять боротьбу з можливим виникненням сказу у бродячих тварин, запобігаючи, таким чином передачі до свійських.
Заборонено проводити трансплантацію органів від донорів, які померли від невстановленого енцефаліту, тому що ця смерть могла відбутися через невиявлений сказ.

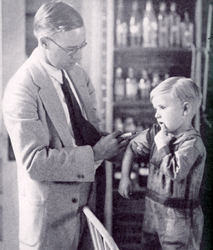
Хлопцю проводять вакцинацію проти сказу.

### Профілактична вакцинація
Курс профілактичної імунізації проти сказу проводять особам, професійно пов'язаним із ризиком зараження сказом (гицлі, працівники ветеринарних діагностичних лабораторій, мисливці тощо), і складається з трьох внутрішньом'язових (в/м) введень вакцини. Одноразову повторну ревакцинацію рекомендують проводити через рік і далі кожні три роки, якщо особа продовжує перебувати в зоні високого ризику.

### Постконтактна профілактика
Собаки, котячі й інші тварини, які покусали людей або тварин, підлягають негайному доставленню власником (організацією, господарством) або спеціальною бригадою з вилову бродячих тварин до найближчої ветеринарної лікувальної установи для огляду й утримання під наглядом спеціалістів протягом 10 днів. В окремих випадках, за наявності захищеного двору або надвірного приміщення, яке надійно закривається, ветеринарна лікувальна установа таку тварину може залишити власнику під розписку. Останній зобов'язується утримувати її на надійній прив'язі в ізольованому приміщенні впродовж 10 днів і представляти для ветеринарного огляду в терміни, які вказує ветеринарний лікар. Результати нагляду за карантинизованою твариною реєструють у спеціальному журналі й письмово повідомляють медичну установу, в якій щеплять постраждалу людину.
При зверненнях укушених, подряпаних, обслинених будь-якою твариною осіб, а також людей, які були травмовані при обробці туш, при розтині трупів тварин, які загинули від сказу, або при розтині трупів людей, померлих від сказу, всі лікарні та амбулаторно-поліклінічні установи зобов'язані негайно надати першу медичну допомогу постраждалому й направити його в травматологічний пункт (кабінет), а за його відсутності — в хірургічний кабінет для призначення і проведення курсу антирабічних щеплень. При укусі або ослиненні людини скаженою або підозрілою твариною рекомендовані процедури по наданню першої допомоги, яка включає негайне і ретельне промивання водою рани впродовж щонайменше 15 хвилин, з милом, мийним засобом, повідон-йодом або іншими речовинами, які вбивають вірус сказу, накладання стерильної пов'язки. Вони мають бути надані в будь-якій медичній установі при зверненні укушеної людини. Усі інші подальші заходи здійснюються під наглядом лікаря-рабіолога у травматологічних пунктах чи кабінетах, де є відповідні вакцини та специфічний імуноглобулін. Краї рани впродовж 3 діб не висікають і не зашивають, за винятком ушкоджень, які потребують спеціальних хірургічних втручань за життєвими показаннями. Водночас із заходами профілактики обов'язково проводять екстрену профілактику правця.
Курс антирабічних щеплень призначають у разі ймовірного або наявного інфікування людини відповідно до визначення приналежності випадків укусів до певних категорій контакту та обставин контакту з твариною та її стану згідно з рекомендаціями ВООЗ:

#### Порядок дій залежно від стану тварини[28]
| Загальні обставини                                          | Стан тварини     | Порядок дій стосовно                                                                                     | Порядок дій стосовно                            | Порядок дій стосовно                            | Коментарі |
| Загальні обставини                                          | Стан тварини     | тварини                                                                                                  | тварини                                         | пацієнта                                        | |
| Обставини, які викликають підозру або не викликають підозри | Тварина відсутня | - | Направити до антирабічного центру для лікування | Направити до антирабічного центру для лікування | Лікування(б) завжди завершується                                                                                                  |
| Обставини, які викликають підозру або не викликають підозри | Мертва тварина   | Направляють зразки головного мозку тварини для проведення дослідження на сказ в акредитовану лабораторію | Направити до антирабічного центру для лікування | Направити до антирабічного центру для лікування | Припинити лікування(б), якщо результати тесту негативні, а в протилежному випадку — продовжити лікування                          |
| Обставини, які не викликають підозри                        | Жива тварина     | Взяття тварини під ветеринарний нагляд(а)                                                                | Відкласти лікування проти сказу                 | Відкласти лікування проти сказу                 | Лікування(б) продовжити відповідно до результатів ветеринарного спостереження за твариною                                         |
| Підозрілі обставини                                         | Жива тварина     | Взяття тварини під ветеринарний нагляд(а)                                                                | Направити до антирабічного центру для лікування | Направити до антирабічного центру для лікування | Припинити лікування(б), якщо результати ветеринарного спостереження спростують початкові сумніви, а в іншому випадку — продовжити |

Примітки:
(а) Згідно з рекомендаціями ВООЗ, мінімальний термін ветеринарного нагляду за собаками або котами становить10 днів.
(б) Лікування рекомендоване залежно від тяжкості рани, див. таблицю «Керівництво ВООЗ щодо постекспозиційної профілактики залежно від тяжкості впливу».

#### Рекомендація ВООЗ щодо постекспозиційної профілактики залежно від тяжкості впливу:[28][29]
| Категорія впливу | Тип контакту з домашньою або дикою твариною, у якої підозрюється або підтверджено зараження сказом, або твариною, недоступною для тестування                                                     | Рекомендована постекспозиційна профілактика |
| I                | Торкання або годування тварин. Обслинення неушкодженої шкіри (без впливу). | Лікування не потрібне, якщо доступні достовірні дані амбулаторної карти (анамнез)(а) |
| II               | Покусування відкритих ділянок шкіри. Дрібні подряпини або садна без кровотечі (вплив). | Негайне введення вакцини. Лікування можна припинити, якщо протягом 10 днів спостереження стан здоров'я тварини залишається нормальним(b) або якщо тест на сказ, проведений з використанням відповідних лабораторних методів, дав негативний результат. При контакті з кажанами належить до категорії III. |
| III              | Поодинокі або численні трансдермальні укуси(с) або подряпини. Обслинення пошкоджених ділянок шкіри. Забруднення слизових оболонок слиною (тобто облизування). Контакт з кажанами (тяжкий вплив). | Негайно введіть вакцину та антирабічний імуноглобулін, бажано якомога швидше після початку постекспозиційної профілактики. Антирабічні імуноглобуліни можна вводити протягом 7 днів після введення першої дози вакцини. Лікування можна припинити, якщо протягом 10 днів спостереження стан здоров'я тварини залишається нормальним(b) або якщо тест на сказ, проведений з використанням відповідних лабораторних методів, дав негативний результат. |

Примітки:
(a) Якщо тварина — це собака чи кіт, яка видається здоровою та живе в зоні низького ризику і перебуває під ветеринарним спостереженням, лікування може бути відкладене (див. таблицю «Порядок дій залежно від стану тварини»).
(b) Цей період спостереження стосується лише котів та собак. За винятком видів, які знаходяться під загрозою зникнення, домашніх та диких тварин з підозрою на сказ слід піддати евтаназії, а їхні тканини досліджувати з використанням відповідних лабораторних методів (див. таблицю «Порядок дій залежно від стану тварини»).
(c) Укуси, особливо в голову, шию, обличчя, руки та геніталії, класифікуються як вплив категорії III через велику іннервацію цих частин тіл
Щеплення за схемою 0 день, 3-й, 7-й, 14-й, 30-й і 90-й дні (90 день віддалена бустерна доза) при постконтактній профілактиці використовувалося, коли в Україні була зареєстрована антирабічна вакцина Кокав (виробник РФ).
Станом на 2024 рік в Україні, зареєстровані такі препарати антирабічних вакцин:
- ІНДІРАБ ВАКЦИНА АНТИРАБІЧНА ОЧИЩЕНА, ІНАКТИВОВАНА, Виробник — Бхарат Біотек Інтернешнл Лімітед (виробництво in bulk, випуск серії), Індія Coверейн Фарма Прайват Лімітед (виробництво розчинника), Індія)
- ВЕРОРАБ® / VERORAB ВАКЦИНА АНТИРАБІЧНА ІНАКТИВОВАНА СУХА, Виробник — Санофі Пастер, Франція
- ВАКЦИНА АНТИРАБІЧНА ІНАКТИВОВАНА (ЛІОФІЛІЗОВАНА) РАБІВАКС-С, Виробник — СЕРУМ ІНСТИТУТ ІНДІЇ ПВТ. ЛТД.

Усі три препарати передбачають внутрішньом'язове введення у дельтоподібний м'яз плеча (дітям до 5 років — у верхню частину передньобокової поверхні стегна) по 1 дозі (0.5 мл розчиненого препарату Індіраб та Верораб та 1.0 мл препарату Рабівакс-с) по протоколу Ессен (Essen):
- на 0-й день 3-й, 7-й, 14-й та 28-й день (всього 5 доз).

Антирабічну вакцину Верораб можливо вводити внутрішньом'язове введення у дельтоподібний м'яз плеча по протоколу Загреб (Zagreb) (схема 2-1-1):
- на 0-й день 2 дози (по 1 дозі в кожний дельтоподібний м'яз плеча), та по 1 дозі на 7-й та 21-й дні (всього 4 дози).

Антирабічну вакцину Рабівакс-с можливо вводити вводити внутрішньошкірно 2 дози кожна по 0.1 мл:
- на 0-й день 3-й, 7-й та 28-й день (всього 4 дози).

При введені розчинів антирабічної вакцини потрібно уникати внутрішньосудинного введення та ділянок сідничних м'язів.
Щеплення ефективні, якщо їх призначають не пізніше ніж до 14 доби з моменту контакту з твариною.
У тяжких випадках, а також у разі небезпечної локалізації укусів (максимально іннервовані ділянки тіла — обличчя, голова, кисті та пучки пальців, промежина) при ранах категорії ІІІ (дивись таблицю «Керівництво ВООЗ щодо постекспозиційної профілактики залежно від тяжкості впливу») — вакцинацію комбінують із введенням антирабічного імуноглобуліну. Це пов'язано з можливістю скорочення інкубаційного періоду до 7 діб — менше, ніж час необхідного спостереження за підозрілою твариною і час вироблення поствакцинного імунітету. Потерпілому вводять людський антирабічний імуноглобулін у дозі 20 міжнародних одиниць (МО) на 1 кг маси тіла (гетерологічний — 40 МО/кг) та антирабічну вакцину за вище наведеною схемою. Розрахована доза імуноглобуліну повинна бути інфільтрована навколо ран та в глибині рани. Якщо анатомічне розташування пошкодження (кінчики пальців тощо) не дозволяє вводити всю дозу навколо ран, тоді залишок імуноглобуліну ввести внутрішньом'язово в місця інші, ніж антирабічну вакцину (м'язи сідниць, верхньої частини стегна, передпліччя).
Умовні показання виникають при тяжких укусах, завданих здоровими тваринами, — за локалізацією (перераховані раніше максимально іннервовані ділянки тіла), а також за поширеністю (множинні) та глибиною. Якщо протягом 10-денного терміну спостереження в тварини не виникло ознак захворювання, щеплення припиняють. Якщо ж тварина захворіла або загинула (зникла) з будь-якої причини, переходять на безумовний (6 ін'єкцій) курс вакцинації, який створює основу для надійного імунітету. За поодиноких укусах у кінцівки, тулуб, завданих здоровими тваринами, які перебувають під ветеринарним спостереженням, і за відсутності епізоотологічних даних про сказ щеплення за умовними показаннями не проводять.

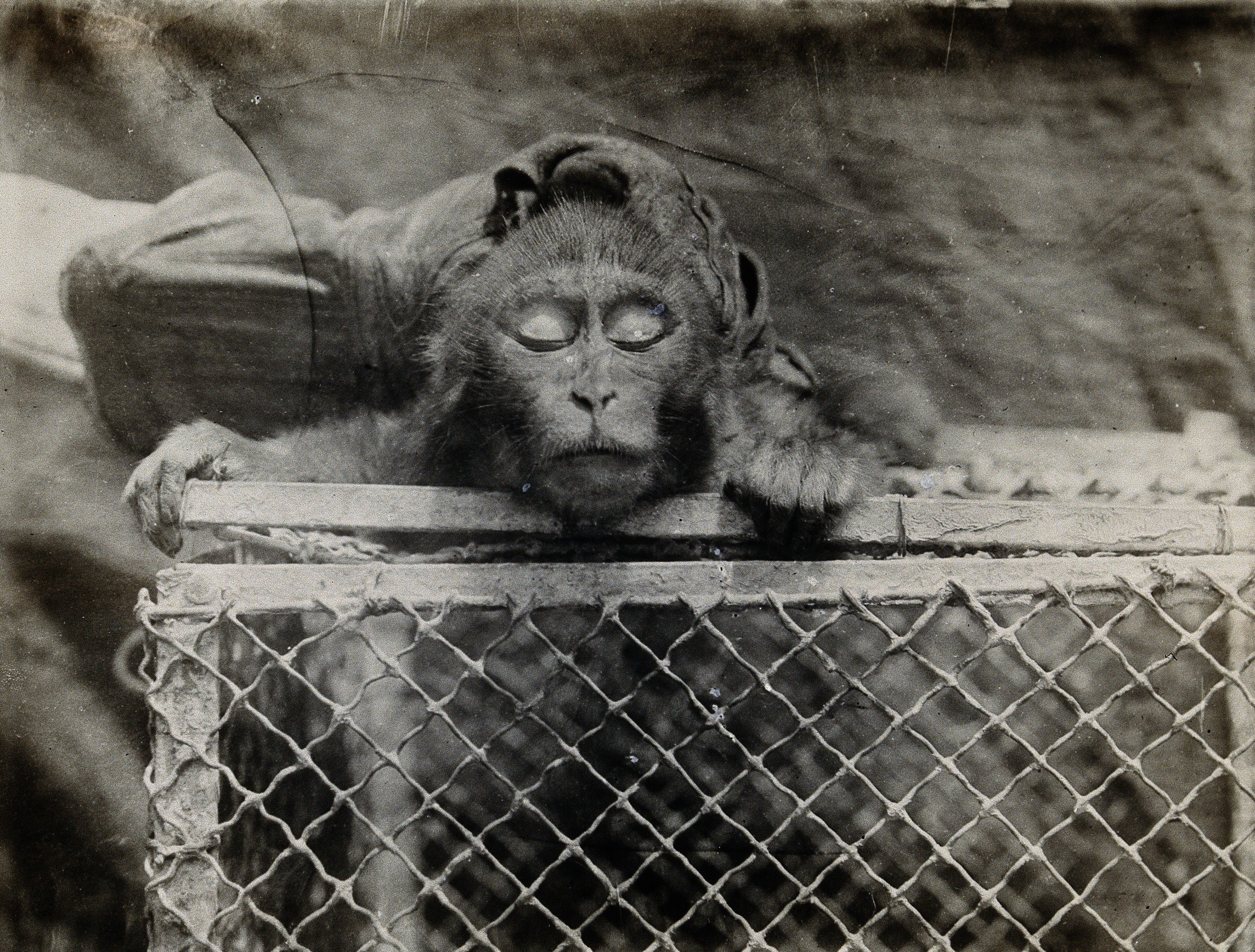
Мавпа, хвора на рабієс. Повіки опущені внаслідок хвороби.

## Рабієс у тварин
У тварин клінічний перебіг сказу різниться у різних видів.

### Рабієс у вовків

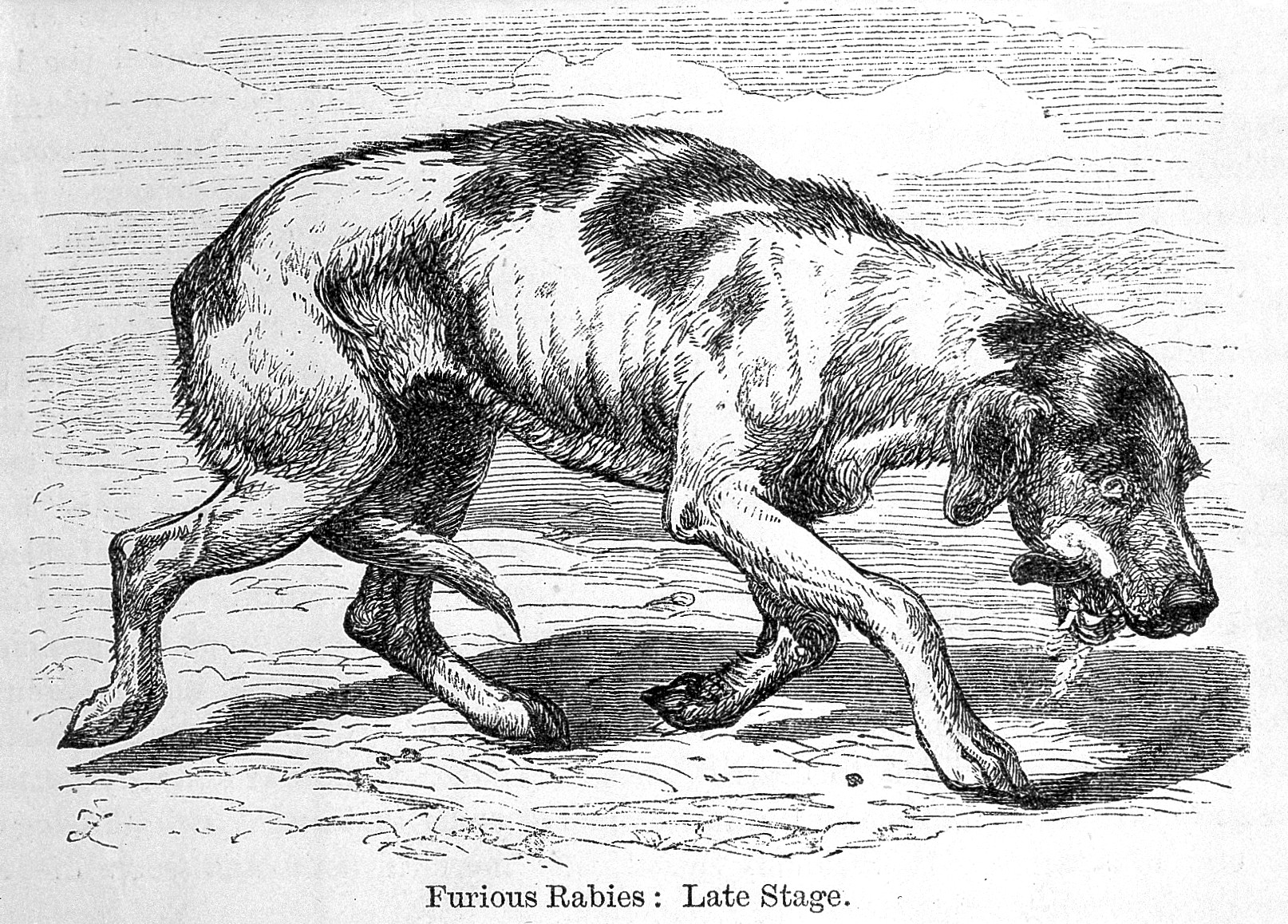
Пес із розвинутою стадією сказу. Малюнок Джорджа Флемінга в його книзі «Rabies and hydrophobia: their history, nature, causes, symptoms, and prevention», 1872 рік.

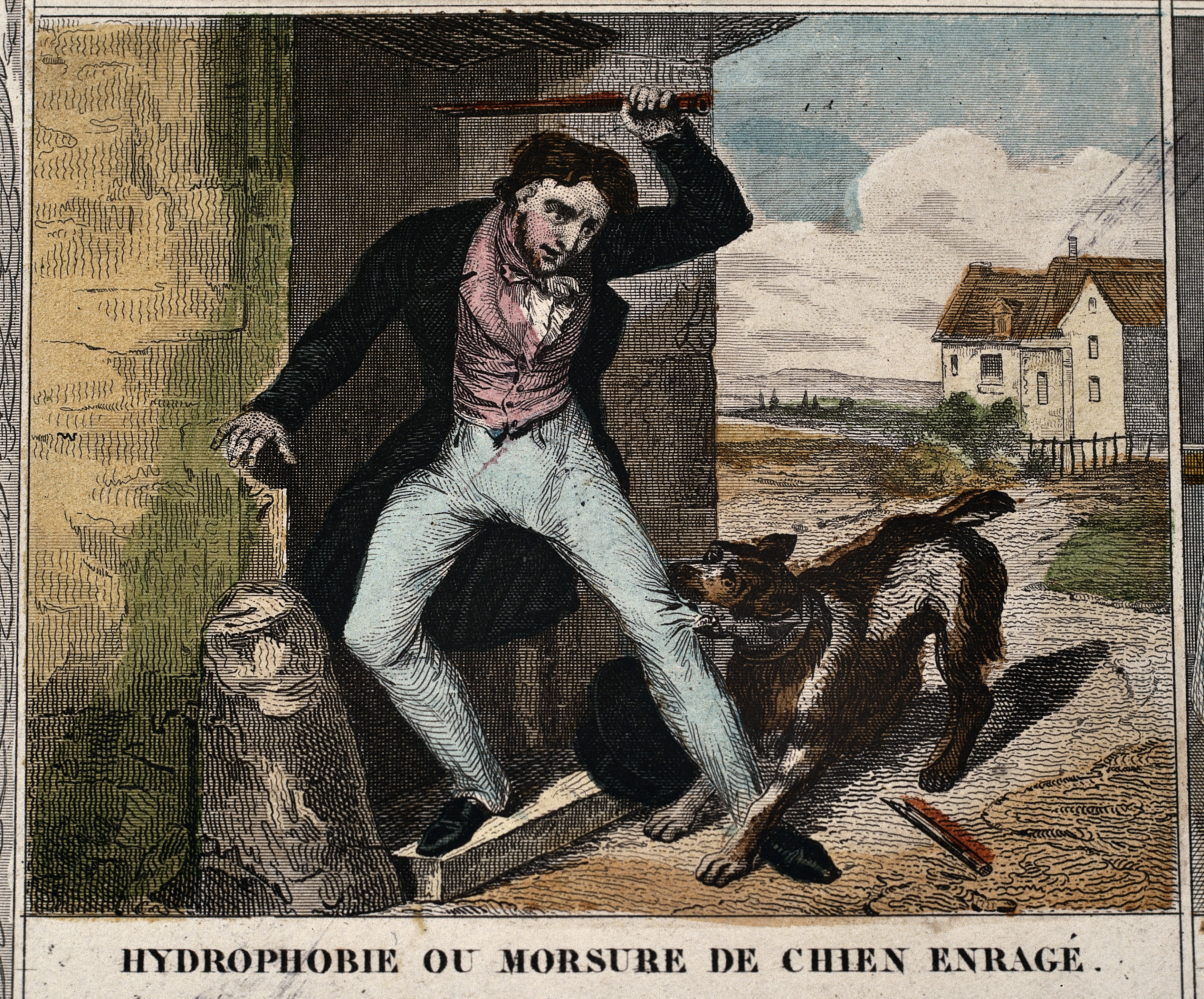
Чоловік відбивається від скаженого собаки.

Скажені вовки гублять острах перед людиною, забігають у населені пункти, біжать на шум, кидаються на людей. Велика кількість укусів небезпечної локалізації, значні міграційні можливості вовків, здатних долати до 150 км при швидкості бігу до 80 км / год робить цих тварин найбільш небезпечними для життя людей. У 1988 році в Чернігівській області вовчиця покусала 14 людей, з яких 1 чоловік помер на 14-й день після нападу від підтвердженого захворювання.

### Рабієс у свійських собак
У собак у перші дні з'являється прагнення сховатися, затаїтися в темному місці. Вони погано відгукуються на поклик господаря, заковтують неїстівні предмети, перестають їсти, але ще можуть пити воду. Собака гавкає, до чогось прислухається, озирається на всі боки, ловить зубами уявні предмети в повітрі (так звана «ловля мух»). Постійно тварина гризе і чеше місце укусу. Часом собака приходить у лють і починає все гризти. Але іноді хвора собака може і навпаки, стати нав'язливою і надмірно лагідною, постійно лизати господареві обличчя і руки. На зміну цьому стану настає занепокоєння, підвищена дратівливість і лякливість. Дихання різко частішає, розширюються зіниці, гавкіт стає хрипким, а потім глухим. Через сильні спазми глотки собака не може пити воду. З рота у великій кількості стікає слина. Через 2—3 дні з'являється період надзвичайного збудження, собака не пізнає господаря, втрачає голос, вирвавшись на волю, біжить прямо і мовчки накидається на все, що попадається їй на шляху. Найменший окрик, шум, яскраве світло викликає новий напад агресивності. Морда оповита густою слиною, хвіст опущений, язик звисає, будь-яка спроба ковтати призводить до болючих судом глотки. У Ленінграді в 1930 році з першої години дня 1 січня до 4-х годин 2 січня собака покусав 89 людей у різних районах міста, пробігши приблизно 40 кілометрів за цей час. Через ще 2—3 дні з'являються паралічі, щелепа відвисає, ноги паралізуються Згодом розвивається параліч усього тіла, слідом за ним собака гине. Атиповим перебігом сказу вважають такий, коли в собаки розвивається тяжка кривава діарея.

### Рабієс у свійських котів
Сказ у них починається з появи раптового збудження, різкої агресивності. Кіт чи кішка без причини накидаються на людей, хазяїв, інших тварин, при цьому вони можуть вибігати із засідки, кидатися на обличчя і на ноги. У період буйства скажений котячий набагато небезпечніший собаки, оскільки від природи дуже спритний. Напад, як правило, закінчується укусом жертви. Параліч у котячих настає раптово, через 2—4 дня від початку вони гинуть. Основні прояви нагадують клінічний перебіг сказу у собак. Котячі, так само, як і собаки здатні втікати від хазяїна та по дорозі накидатися на тих, хто стає їм на шляху. Разом із тим, на відміну від собак, у них рідше на перших етапах виникає надмірна лагідність. Через спазми глотки іноді хазяї вважають, що котячий подавився кісткою, її починають шукати, що може призвести до агресивної відповіді, покусання та ослинення хазяїна.

### Рабієс у лисиць
У лисиць ж, на відміну від інших тварин, часто не буває озлобленості, вони стають лагідними, довірливими, легко йдуть до людей у руки, що викликає у останніх також довіру, внаслідок чого люди легко отримують укуси, часто дуже небезпечної локалізації у пальці рук. Лисиці, як переважно нічні тварини, так само як єноти та скунси, через хворобу з'являються вдень. Така нетипова лагідність — один із симптомів сказу. Лисиця втрачає страх перед людьми, що свідчить про ураження нервової системи. Згодом можуть з'являтися порушення координації, судоми, слинотеча. Особливо небезпечні укуси в руки — через близькість до мозку вірус швидко поширюється. При найменшій підозрі слід негайно звернутися до лікаря.

### Рабієс у рогатої худоби
Рогата худоба заражається сказом від укусу хижаків. У великої рогатої худоби превалює тиха форма хвороби. Порушення виражено слабо. Відзначають харчання, слинотечу, хиткість ходи, іноді перекручення апетиту. Незабаром розвиваються паралічі кінцівок. При буйній формі тварини в момент нападу рвуться з прив'язі, хрипко ревуть, риють ногами землю, кидаються на стіни. Виражена агресивність, особливо по відношенню до собак. У дрібної рогатої худоби стадія збудження короткочасна. У цей період відзначають статеве збудження, слинотеча, скреготіння зубами, агресивність. З другої доби хвороби розвиваються паралічі. У коней і свиней переважає буйна форма. Через відсутність домінування укусу у поведінковій сфері тварини, рогата худоба є тупиком у передачі сказу в природі.

### Посмертні прояви
Важливою посмертною ознакою загибелі тварини від сказу є наявність збитої, забрудненої шерсті на шиї та морді. Це пов'язано з тим, що під час хвороби у тварини постійно тече слина, яку вона не в змозі проковтнути через параліч м'язів глотки та нижньої щелепи. Слина містить велику кількість вірусу, що є небезпечним навіть після смерті тварини.
Одразу після загибелі часто спостерігається практично повне випадіння шерсті з усього тіла. Шкіра стає сухою, тьмяною, без характерного блиску. Тіло тварини швидко зазнає трупного розкладу, що супроводжується інтенсивним неприємним запахом. Очі залишаються відкритими, зіниці розширені. Часто рот лишається відкритим, а язик може випадати назовні.
Також можлива наявність травм або укусів на тілі — як результат агресивної поведінки або бійок із іншими тваринами під час періоду збудження хвороби. Важливо зазначити, що навіть після смерті тварина залишається джерелом небезпеки: вірус сказу здатен зберігатися у тканинах протягом певного часу, особливо при низьких температурах.
Саме тому будь-яке підозріле падіння тварини з описаними ознаками вимагає негайного звернення до ветеринарної служби — з метою проведення лабораторного дослідження мозку, яке є єдиним достовірним методом підтвердження сказу посмертно.

### Особливості рабієсу у дрібних ссавців
У них хвороба перебігає у вигляді хронічної малосимптомної інфекції. Тому як джерела сказу для людей вони практичного значення не мають. Є також міркування, що, наприклад, у європейських кажанів немає класичного вірусу сказу, а можуть бути інші віруси родини ліссавірусів, які у багатьох випадках не спричинюють хворобу в людей. Кажани, як нічні створіння, здатні з'являтися і бути аномально активними вдень. Через зміну поведінки, яка все-таки інколи виникає у цих хворих тварин, вони можуть залітати у людські приміщення.

## Вампіризм і сказ
Нарівні з чумою і проказою, сказ протягом багатьох століть викликав паніку і породив масовий фольклор, мабуть, у всіх країнах і на всіх континентах, де зустрічався. У християнській Європі фольклор створив міфічних істот — вампірів[джерело?], чия поведінка подібна до поведінки людини, хворої на сказ. Згідно з фольклорними уявленнями вампірами стають через укус іншого вампіра, так само передається і сказ. Вампіри можуть перетворитися на кажанів і кусати людей у цьому образі, а саме кажани можуть бути джерелами зараження сказом людей у багатьох країнах. Вампір страшиться денного світла (світлобоязкість у хворого на сказ), не відбивається в дзеркалах (є окремі відомості, що хворі на сказ не можуть бачити своє відображення в дзеркалі — це провокує у них напад спазму м'язів глотки, як і вода), вампір боїться запаху часнику і уникає блиску срібла (хворий на сказ може впасти в припадок від різкого запаху або світла). Вампір вкрай боїться святої води (хворий на сказ, побачивши будь-яку воду видає напад гідрофобії).